# 張書勳
張書勳（?—?），字在常，號酉峯，江南吳縣（今江蘇省蘇州市）人，清朝狀元。
張書勳出身貧寒，乾隆癸未中式，以其論錯誤罰停殿試一科，乾隆三十一年（1766年）考中一甲第一名進士。授翰林院修撰。數次充任順天鄉試及會試同考官。官至右中允。